# Aeroportul Municipal Alexandria
Aeroportul Municipal Alexandria (IATA: AXN, ICAO: KAXN, FAA LID: AXN) este un aeroport din Alexandria⁠(d), Comitatul Douglas, Minnesota, Minnesota, Statele Unite ale Americii ce deservește zona Alexandria⁠(d). Aeroportul a fost tranzitat în 2019 de 132 de pasageri. A fost numit după zona deservită.
Situat la o altitudine de 434 m, aeroportul dispune de 2 piste.

## Infrastructură

### Piste
Aeroportul dispune de 2 piste. Pista 04/22 are suprafața de asfalt și dimensiunile 4.098 picioare × 75 picioare. Pista 13/31 are suprafața de asfalt și dimensiunile 5.099 picioare × 100 picioare. 